# Vonon I.
Vonon I. Partski (perzijsko ونون یکم‎), na kovancih ΟΝΩΝΗΣ, Onones), veliki kralj Partskega cesarstva, ki je vladal približno 8–12 n. št., * ni znano, † 19.
Bil je najstarejši sin Fraata IV. Partskega (vladal približno 37–2 pr. n. št.). V 20. letih pr. n. št. so ga poslali v Rim kot talca, ki bi zagotovil izvajanje mirovne pogodbe med njegovim očetom in cesarjem Avgustom.
Po umoru Oroda III. okoli leta 6 n. št. so se Parti obrnili na Avgusta za novega kralja iz dinastije Arsakidov.  Avgust jim je poslal Vonona I., ki se sam ni mogel obdržati na prestolu. Ker je bil vzgojen v Rimu, je partsko plemstvo nanj gledalo kot na rimskega sužnja in na prestol pozvalo Artabana III. (vladal 10–38), tudi člana Arsakidske rodbine, ki je živel med nomadskimi Dahani na vzhodu cesarstva. V sledeči državljanski vojni so Vonona I. izgnali.
Na kovancih Vonona I. iz leta 8 do 12 n. št. je napis »Kralj Vonon, zmagovalec nad Artabanom«, ki slavi Vononovo trenutno zmago nad tekmecem. Vojna sreča se je okoli leta 10 prevesila na Artabanovo stran in Vonon je okoli leta 12 pobegnil v Armenijo, kjer je zavladal kot armenski kralj. Artaban II. je zahteval njegovo odstavitev. Ker Avgust ni želel začeti nove vojne s Parti, je Vonona I. umaknil v Sirijo, kjer ga je imel v ujetništvu, vendar je z njim ravnal kot s kraljem. Kasneje so ga preselili v Kilikijo, od koder je okoli leta 19 poskušal pobegniti, vendar so ga na begu ubili.